# The Shaggy Dog
The Shaggy Dog (bra Soltando os Cachorros; prt O Rafeiro) é um filme estadunidense de 2006, dos gêneros comédia e fantasia, dirigido por Brian Robbins para a Walt Disney Pictures
Trata-se do segundo remake do clássico The Shaggy Dog, de 1959; o primeiro é de 1994.

## Enredo
O promotor público Dave Douglas tem se dedicado pouco à família, pois pegou o caso de um laboratório de animais. Um dia ele se injeta acidentalmente um soro secreto que o transforma num cachorro. Com seus novos sentidos, passa a ver sua família sob outro ponto de vista, mas uma nova reaproximação só será possível se anular os efeitos do soro.

## Elenco
- Dave Douglas: Tim Allen
- Rebecca Douglas: Kristin Davis
- Carly Douglas: Zena Grey
- Josh Douglas: Spencer Breslin
- Ken Hollister: Danny Glover
- Dr. Kozak: Robert Downey Jr.
- Trey: Shawn Pyfrom
- Dra. Gwen Lichtman: Bess Wohl
- Larry: Jarrad Paul
- advogada de Justin Forrester: Annabelle Gurwitch
- Juíza Claire Wittaker: Jane Curtin
- Lance Strictland: Philip Baker Hall
- Janey: Jeanette Brox